# Toxorhina atripes
Toxorhina atripes är en tvåvingeart som beskrevs av Alexander 1922. Toxorhina atripes ingår i släktet Toxorhina och familjen småharkrankar.
Artens utbredningsområde är Colombia. Inga underarter finns listade i Catalogue of Life.